# NGC 1817
NGC 1817 ist ein galaktischer Offener Sternhaufen im Sternbild Stier auf der Ekliptik. NGC 1817 hat einen Winkeldurchmesser von 20 Bogenminuten und eine Helligkeit von 7,7 mag. Entdeckt wurde das Objekt am 19. Februar 1784 von Wilhelm Herschel. 